# Hymenocera picta
Hymenocera picta is een garnalensoort uit de familie van de Hymenoceridae. De wetenschappelijke naam van de soort is voor het eerst geldig gepubliceerd in 1852 door Dana.